# Prezydenci Trynidadu i Tobago
| Osoba | Osoba                               | Osoba   | Kadencja        | Kadencja      | Partia polityczna |
| #     | Imię i Nazwisko                     | Portret | Od              | Do            | Partia polityczna |
| ----- | ----------------------------------- | ------- | --------------- | ------------- | ----------------- |
| 1     | Ellis Clarke (1917–2010)            |         | 1 sierpnia 1976 | 13 marca 1987 | bezpartyjny       |
| 2     | Noor Hassanali (1918–2006)          |         | 19 marca 1987   | 19 marca 1997 | bezpartyjny       |
| 3     | Arthur N.R. Robinson (1926–2014)    |         | 19 marca 1997   | 17 marca 2003 | bezpartyjny       |
| 4     | George Maxwell Richards (1931–2018) |         | 17 marca 2003   | 18 marca 2013 | bezpartyjny       |
| 5     | Anthony Carmona (1953–)             |         | 18 marca 2013   | 19 marca 2018 | bezpartyjny       |
| 6     | Paula-Mae Weekes (1958–)            |         | 19 marca 2018   | 20 marca 2023 | bezpartyjna       |
| 7     | Christine Kangaloo (1961–)          |         | 20 marca 2023   | nadal         | bezpartyjna       |